# 静波村
静波村（しずなみむら）は、かつて岐阜県恵那郡にあった村である。現在の恵那市の南部、かつての恵那郡明智町の北部、東部に該当する。
この地域は、明治時代合併で数年間は明知町の一部であったが分離独立。その後の昭和の大合併で明知町と合併、明智町の一部となっている。
村名は合成地名である。しは野志村、ずは杉野村に由来し、なみは東方村の中心地の地名（高波）に由来する。波静かに治まるべく、平和を祝しての命名である。

## 大字・字
- 大字:東方
- 字:上馬木、下馬木、馬木洞、馬木坂、東洞、西ケ洞、井戸川、前田、一色、一色洞、もろや、白山、大丸山、黍平、上平、大屋敷、森下、岩崎、入山、根羽子、下田、下畑、松久保、やごと、荒井、上の段、源内、左源内、右源内、矢田海戸、薮下、松原、道下、道上、宇塚、宮の前、向田、井戸畑、田中、七つ田、井の口、大場戸、番丈、岩崎、堂ケ洞、宇藤、西田、苅山、そら、二本木、下山、羽口、大下、瀧の元、堂の前、上向、内海戸、竹の下、竹の口、石畑、淵ケ平、小屋洞、かやの、中島、坂の下、山の神上、小竹、山口、そと田、上の入
- 大字:杉野
- 字:中島、日影日、上貝戸、道合、向田、長久保、大平、花柄、花柄新田、瀧坂、岩原、霜屋、防ケ平、山中、中田、傍示松、長洞、上山地、下山地、柳ケ下、黒澤、下田、岩曾、八澤、馬坂田、袖破、洞田、大下、後田、芳原、縄手、森前、二本松
- 大字:野志
- 字:長根、通り澤、井の入、戸澤、畑田平、仲田、大平、林之越、植平、荒槇、彌勒前、大洞、下り松、坪崎、袖破

## 歴史
- 1905年（明治38年）7月1日 - 明知町の一部（旧・野志村、杉野村、東方村）が明知町より分立し、静波村が発足する。
- 1954年（昭和29年）7月1日 - 恵那郡明知町と静波村が合併し、明智町となる。

## 教育
- 静波村立杉野小学校（1947年に廃校。児童は明智町立明智小学校（現・恵那市立明智小学校へ委託）
- 静波村立東方小学校（1964年に廃校。明智町立明智小学校（現・恵那市立明智小学校）に統合）
- 明知町静波村学校組合立恵南中学校（1954年に明智町立明智中学校に改称。現・恵那市立明智中学校）
- 静波村立静波中学校（1963年に明智町立明智中学校に統合。）

## 交通機関
- 国鉄明知線（通過のみ）

明知鉄道が1994年（平成6年）に開業した野志駅が、旧・静波村内の駅になる。